# Reflection (Band)
Reflection war eine 1992 in Lünen gegründete Thrash-Metal-Band, die sich 2013 auflöste. Ihr Stil wird von Rock Hard und Heavy oder was!? als Old-School-Thrash-Metal der 1980er Jahre beschrieben.

## Geschichte
1992 gründeten Gitarrist Timo Lehmann und seine damaligen Mitmusiker in Lünen die Band.
Schon ein Jahr später spielte Reflection im Vorprogramm von Accuser. 
1994 wurde mit Markus Radola ein neuer Sänger in die Band aufgenommen. Der Stil entwickelte sich immer mehr in die heutige Spielrichtung, was allerdings nicht allen Mitgliedern gefiel. Die Band trennte sich dann 1996 vorläufig. 
Radola und Lehmann versuchten, neue Mitglieder zu finden, was ihnen allerdings erst Ende 1999 gelang. So wurden mit dem zweiten Gitarrist Heino Drescher und dem Bassist Siggi Kwapich zwei neue Musiker gefunden, sechs Monate später fand man dann mit Stephan Bäumer am Schlagzeug den passenden fünften Mann. Es wurde eine Demo-CD aufgenommen, die im Mai 2001 als Blind Rage-EP veröffentlicht wurde. Bei der Drum-Demo-Listening-Session 2001 wurde sie aus über 1300 Bandaufnahmen aus ganz Europa unter die Top 20 im Bereich Hard'n'Heavy gewählt. Bald folgten auch etliche Auftritte in Nordrhein-Westfalen. Im Februar 2002 folgte dann die Demo-EP Trapped Insanity, nach deren Veröffentlichung mehrere Label Interesse zeigten. Allerdings befand man eine Zusammenarbeit mit diesen Labels eher als finanzielle Belastung, so dass man noch etwas wartete. Mittlerweile hatte man sich schon weltweit einen Ruf erarbeitet, erste CDs wurden ins Ausland bis nach Übersee verschickt. Mehrere Internetmagazine boten ihre Lieder zum Download an, sie erreichten gute Online-Chartplatzierungen. Mittlerweile tourte man durch ganz Deutschland, auch ausländische Angebote gab es, die man jedoch auf Grund von finanziellen Kosten noch nicht annehmen konnte. Man beschloss, die erste CD mit voller Länge aufzunehmen, Mitte 2003 hatte man diese dann unter dem Namen Made in Hell fertiggestellt. Die neuen Lieder waren komplexer als das alte Material, aber immer noch Thrash Metal. Im Februar 2004 unterschrieb man dann einen Vertrag mit STF Records, die dann am 14. Juni 2004 das Album Made in Hell veröffentlichten. 
Im August 2005 musste Stephan Bäumer die Band aus beruflichen Gründen verlassen. Nach zwei Wochen fand man in Kev Siepmann einen Ersatz. Siepmann blieb allerdings nur ein Jahr, dann wurde er von Boris Frenkel abgelöst.
Im Oktober 2009 unterzeichnete Reflection einen Vertrag mit Fastball Music, welche das Album Advertising Violence am 21. Februar 2011 veröffentlichten.
Im August 2010 wurde das ehemalige Mitglied Stephan Bäumer (Schlagzeug) wieder ein fester Bestandteil der Band, verließ diese aber 2012 erneut.
Ende 2012 entschloss sich auch Sänger Markus Radola, nach fast 18 Jahren, die Band zu verlassen. Hauptgrund waren die ständigen Wechsel am Schlagzeug und die dadurch stagnierende musikalische Entwicklung bzw. Rückentwicklung der Band. Kurzfristig stieg Andreas Krengel als Schlagzeuger ein, mit dem man 1999 erste Proben und ein Konzert gespielt hatte. 
Da sich kein adäquater Ersatz am Mikrofon fand, wurde Reflection am 1. August 2013 vom Rest der Band aufgelöst.

## Diskografie
- 2001: Blind Rage (Demo-EP)
- 2002: Trapped Insanity (Demo-EP)
- 2003: Mission to Madness (Demo-Album)
- 2004: Made in Hell (Album, STF Records)
- 2011: Advertising Violence (Album, Fastball Music)